# Accident ferroviaire de Zoufftgen
L'accident ferroviaire de Zoufftgen s'est produit le 11 octobre 2006, à 11 h 44 à Zoufftgen en Moselle, à 36 mètres de la frontière entre le Luxembourg et la France, au point kilométrique 203,720 de la ligne Metz - Zoufftgen (axe ferroviaire Luxembourg - Bâle). Il s'agit d'une collision frontale entre deux trains,  un train régional de transport de passagers et un train de marchandises, qui a fait six morts et deux blessés graves.
Au moment de la collision, la partie arrière du train régional était encore sur le territoire luxembourgeois, ce qui confère une dimension internationale à l'accident.

## Circonstances

Localisation de l'accident.

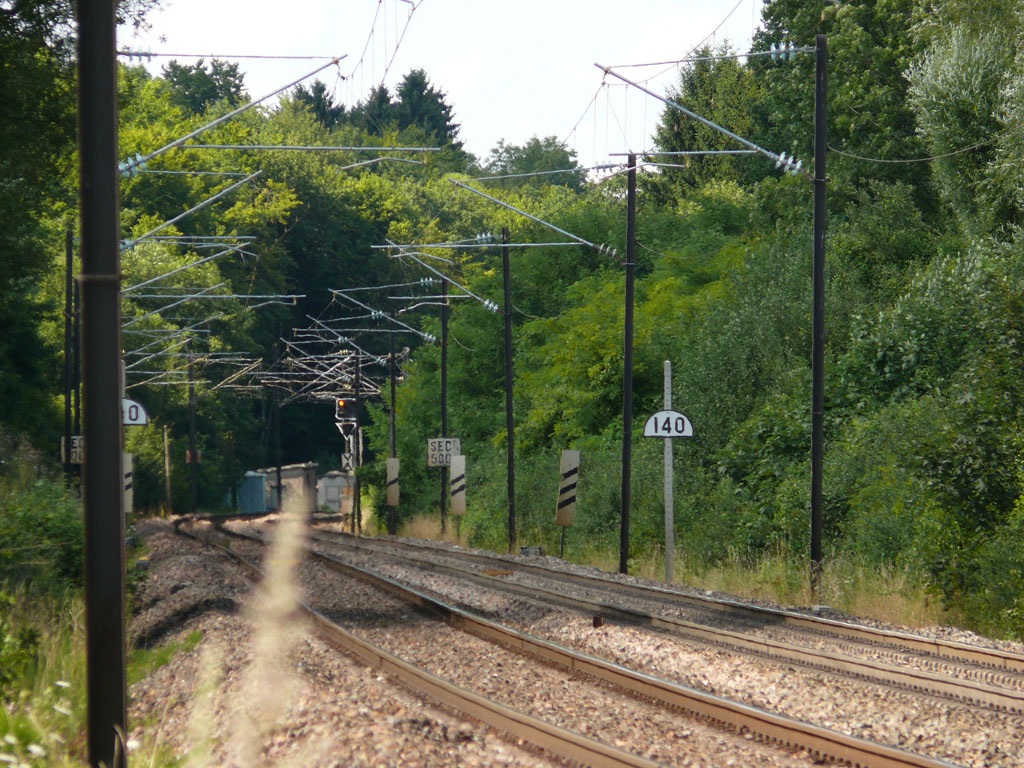
Le site de l'accident, vu direction Luxembourg (le signal lumineux luxembourgeois au fond marque la frontière). La voie à droite était neutralisée pour travaux.

Un train express régional reliant Luxembourg à Nancy constitué d'une rame à deux niveaux de type 2200 de la Société nationale des chemins de fer luxembourgeois (CFL) est entré en collision frontale avec un train de marchandises Sibelit composé de 22 wagons tirés par une BB 37000 de la Société nationale des chemins de fer français (SNCF) et faisant le trajet entre Bâle et Bettembourg. Ce type d'accident, appelé « nez-à-nez » dans le jargon ferroviaire, est relativement rare mais souvent meurtrier.
L'accident s'est produit entre la gare française de Thionville et la gare luxembourgeoise de Bettembourg, sur le territoire de la commune française de Zoufftgen. Depuis le 18 septembre 2006, l'une des deux voies de circulation était neutralisée pour permettre la réalisation d'un renouvellement de la voie et du ballast. La ligne est équipée, entre Thionville et Bettembourg, du block automatique lumineux et d'une installation permanente de contre-sens (IPCS) qui permet de faire circuler les trains indifféremment sur l'une ou l'autre voie, la signalisation et les enclenchements étant prédisposés à cet effet. Le matériel roulant était équipé de systèmes de sécurité en vigueur à l'époque, à savoir le contrôle de vitesse par balises (KVB) côté SNCF et le Memor II+ côté CFL, qui en particulier déclenchent l'arrêt du train en cas d'excès de vitesse ou de franchissement d'un signal fermé.
L'accident s'est produit dans une section en courbe traversant une forêt, à visibilité réduite. La vitesse des trains au moment de la collision était respectivement de 79 et 78 km/h.
Le 14 février 2017, un nouveau nez-à-nez impliquant une nouvelle fois un TER à deux niveaux et un train de marchandises s'est produit à Dudelange, à environ 1 500 mètres de Zoufftgen.

## Bilan
D'après le bilan validé par la préfecture de Moselle ainsi que par les autorités luxembourgeoises, cet accident a entraîné :
- six décès : deux Luxembourgeois et quatre Français dont les deux conducteurs et un agent travaillant sur le chantier de la voie contiguë ;
- deux blessés graves (Français), hospitalisés respectivement à Luxembourg et à Metz ;
- quatorze blessés légers ou choqués évacués vers Thionville et Metz.

| Nationalité | Morts | Blessés | Total |
| ----------- | ----- | ------- | ----- |
| France      | 4     | 2       | 6     |
| Luxembourg  | 2     | -       | 2     |
| Inconnus    | 0     | 14      | 14    |
| Total       | 6     | 16      | 22    |

## Enquêtes
L'accident s'étant déroulé à la fois au Luxembourg et en France, l'enquête judiciaire a été ouverte par les parquets de Thionville et de Luxembourg. Parallèlement d'autres enquêtes ont été engagées : en France, par la SNCF et par le Bureau d’Enquêtes sur les Accidents de Transport Terrestre (BEA-TT) du ministère des Transports français ; et au Luxembourg, par les CFL et par l'Entité d'Enquête d'Accidents et d'Incidents de concert avec le BEA-TT.
Le BEA-TT et l'AET ont rendu leur rapport conjoint le 26 février 2009. Il retient comme cause directe et immédiate de l'accident une erreur humaine : l'autorisation accordée par le chef de circulation du Poste Directeur Centre de Bettembourg au conducteur du TER de franchir un signal fermé protégeant l'unique voie ouverte au trafic — une des deux voies étant alors neutralisée pour travaux —, alors qu'un train de marchandises arrivait en sens inverse.

## Procès
Le 8 octobre 2007, le parquet du Grand Duché de Luxembourg a inculpé six agents des chemins de fer luxembourgeois (CFL) pour homicide involontaire et de coups et blessures involontaires. Au fil de l'instruction, l'inculpation des deux personnes membres de la direction générale des CFL a été abandonnée. Même si aucune identité n'a été dévoilée, il a été précisé que parmi les inculpés se trouvaient deux chefs de circulation, un annonceur de train et un aiguilleur.

## Chronologie

### Train de voyageurs
Le TER 837617 était un train régulier reliant Luxembourg à Nancy, avec arrêts intermédiaires à Thionville, Hagondange, Metz, et Pont-à-Mousson. L'horaire théorique prévoit un départ à 11 h 30 pour une arrivée à 12 h 55, soit un trajet d'une heure et vingt-cinq minutes pour une distance de 120 kilomètres.
Le 11 octobre 2006, le TER 837617 quitte à l'heure la gare de Luxembourg, avec à son bord un conducteur employé par les CFL, un contrôleur employé par la SNCF et une vingtaine de voyageurs (pour une capacité totale de 339 places assises). A 11 h 38, le train franchit à 121 km/h la gare de Bettembourg qu'il ne dessert pas, située à 5 210 mètres de la frontière.
A 11 h 40, le train s'arrête à un signal fermé à 1 869 mètres de la frontière. Le conducteur en redémarre à 11 h 42 et 11 secondes. Compte tenu des travaux, la vitesse limite est de 90 km/h. Ce jour-ci, le brouillard réduit la visibilité sur cette section forestière.
Au moment de l'arrivée du train, le premier signal français (situé encore sur territoire luxembourgeois et annonçant le sémaphore S 202,6), à 490 mètres de la frontière, est à l'avertissement. Le conducteur ralentit jusqu'à 76 km/h, puis le signal repasse à voie libre juste avant le passage du train ; le conducteur réaccélére jusqu'à 82 km/h. Environ 6 mètres avant la frontière, le conducteur aperçoit le train de marchandises et enfonce le bouton de freinage d'urgence.
Le train franchit la frontière à 11 h 44 et 24 secondes. La collision a lieu 3 secondes plus tard, l'automotrice était encore lancée à 78 km/h.

### Train de marchandises

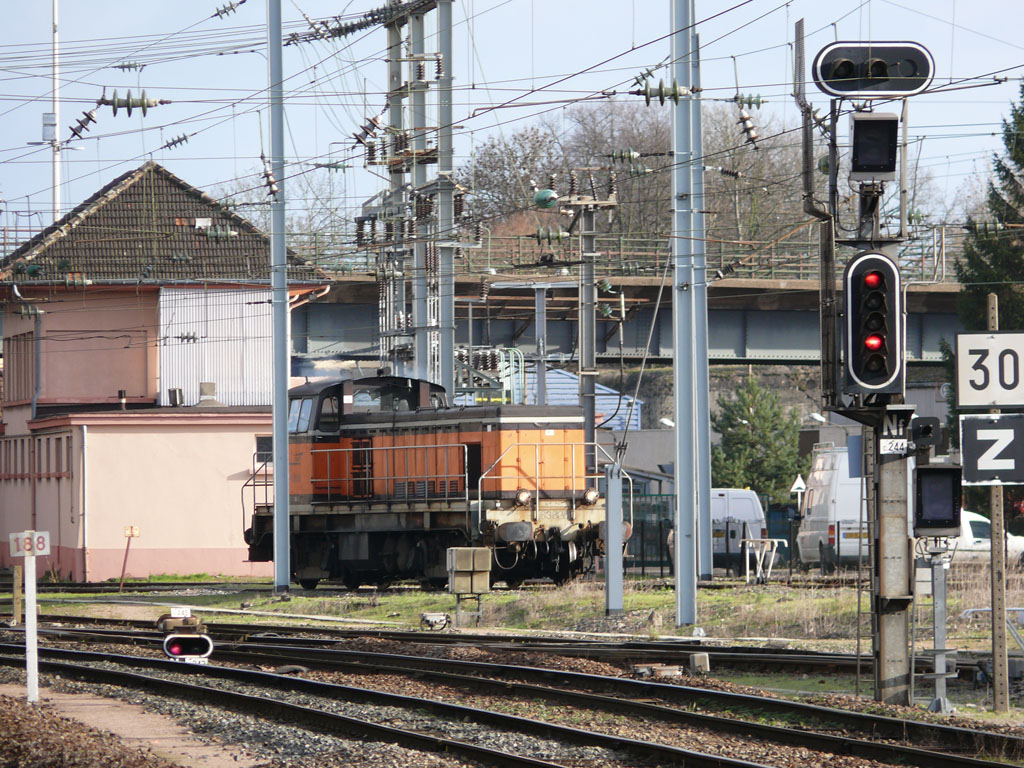
Le carré 244 à Thionville, d'où est parti le train de marchandises.

Le train de marchandises no 45938 est un train Sibelit composé de 22 wagons reliant Bâle à Bettembourg. Le train est arrivé à Thionville à 10 h 30 avec 10 minutes d'avance sur l'horaire prévu, après un changement de conducteur à Uckange quelques minutes plus tôt.
Le train est autorisé à redémarrer de Thionville en direction de la frontière luxembourgeoise à 11 h 27 et se met en mouvement à 11 h 28, avec 43 minutes de retard. Le retard est totalement dû à celui du train Eurocity no 91 reliant Bruxelles à Bâle qui, avec 10 minutes de retard, désorganise totalement la "grille".   En effet, l'envoi, à son tour, 
du train de marchandises no 45938, à contre-sens, par ailleurs terminus à Bettembourg-Triage, aurait perturbé 2 trains de sens normal, à savoir le no W750011 et le TER no 830615 
Le train s'engage, donc, à contre-sens, dans la seule plage disponible suivante, vers la zone de travaux, sur la voie contigüe, d'où sa vitesse limitée à 60 km/h sur une dizaine de kilomètres, en franchissant régulièrement un signal ouvert, à voie libre, à la sortie de Thionville, à 15 kilomètres de la frontière. Ce signal est surmonté d'un tableau d'entrée à contre-sens (TECS) prescrivant au conducteur d'observer la signalisation à gauche et non plus à droite comme, quasiment, dans le reste de l'Alsace-Moselle.
À 11 h 40, le train de marchandises franchit le signal de « reprise » qui l'autorise à rouler jusqu'à 90 km/h. Ce signal est situé à 5 356 mètres de la frontière.
Le train atteindra la vitesse de 89 km/h, jusqu'en vue du premier signal luxembourgeois, situé en France 124 mètres avant la frontière, où le conducteur freine : ce signal est à l'avertissement. Dans la foulée, le conducteur aperçoit le TER et enfonce le bouton d'urgence, 5 secondes avant la collision.
Au moment du choc, le train de marchandises roulait à 79 km/h.

## Secours
Les secours ont reçu plusieurs appels dès 11 h 45, par des voyageurs et par un ouvrier du chantier, qui indique précisément le lieu de l'accident.
À 11 h 50, le conducteur d'un train entre Bouzonville et Thionville fait état d'une coupure de l'alimentation, sans que le régulateur ne lui donne d'explications. À 12 h 03, le contrôleur blessé du TER prévient la SNCF. Le poste d'aiguillage de Bettembourg est informé de la collision à 12 h 05.
Dès 12 h 00, la préfecture de Moselle a déclenché le plan blanc et le plan rouge pour organiser les secours. Des centaines de sauveteurs français et luxembourgeois se rendirent sur place.
On compte :
- entre cent et cent-cinquante militaires de la gendarmerie,
- cent-cinquante sapeurs-pompiers français (venus de toute la Moselle) et luxembourgeois,
- cinquante véhicules de secours,
- sept équipes de désincarcération françaises et luxembourgeoises,
- plusieurs hélicoptères.

Le plan blanc a été levé le jour même à 15 h 30, le plan rouge a quant à lui été levé deux jours après l'accident peu après la désincarcération de la sixième et dernière victime.
Il est à noter que la veille, le 10 octobre, les autorités des deux pays avaient envisagé l'organisation d'un exercice de secours transfrontaliers.

## Dégâts matériels

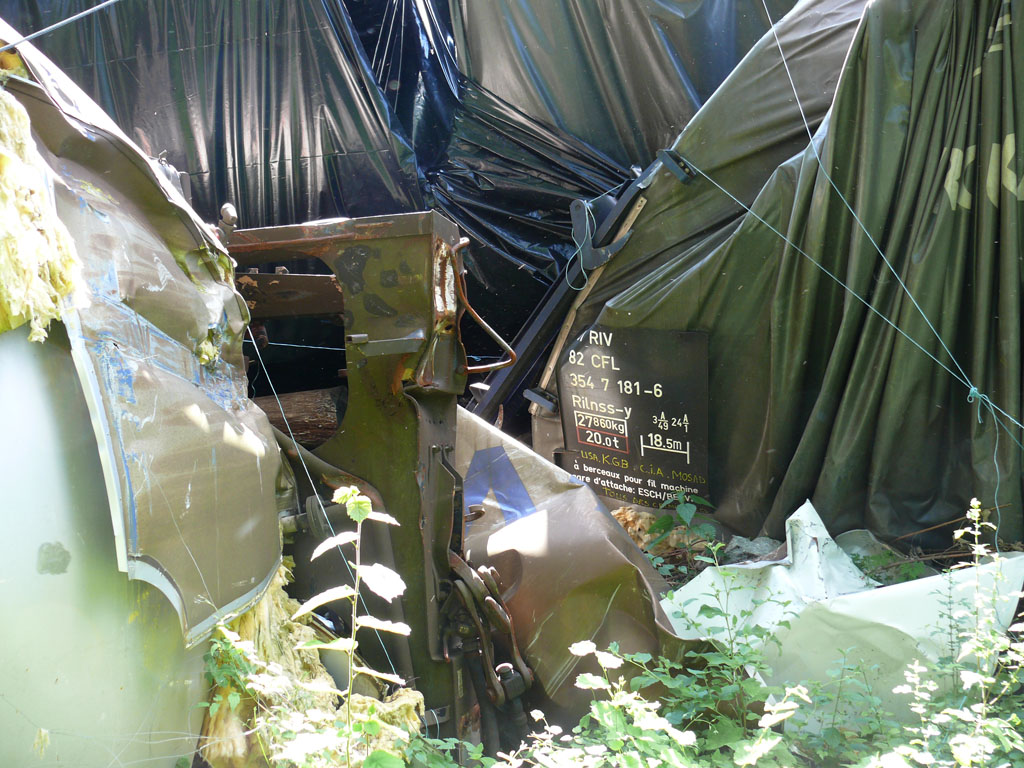
Wagons de marchandises enchevêtrés.

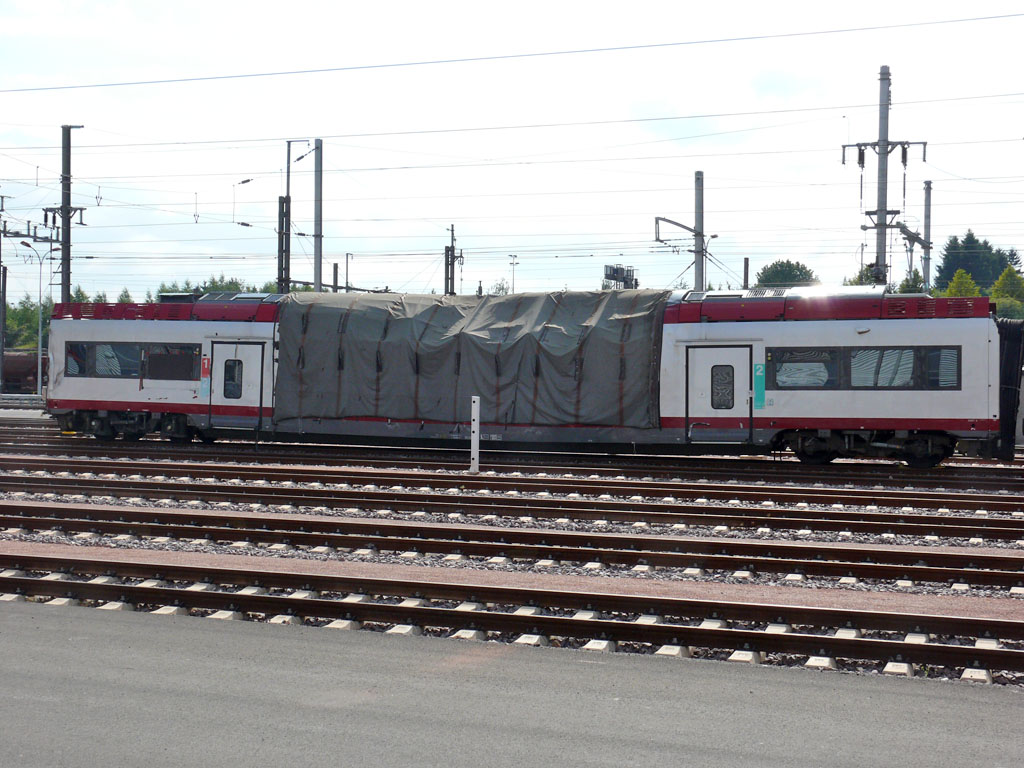
Voiture intermédiaire du train régional (no 2207-3), dont on distingue le niveau supérieur détruit et le châssis tordu.

Les matériels roulants étaient très récents (2004 pour la locomotive fret, 2005 pour l'automotrice luxembourgeoise) et la structure des caisses a fait l'objet d'études de résistance aux chocs avec des zones de déformation contrôlée qui, malgré un chevauchement (passage de la locomotive BB 37007 au-dessus de l'automotrice 2207), ont pu montrer quelques avancées.
L'énergie mise en jeu lors de la collision de l'automotrice de 227 tonnes à 78 km/h contre le train de fret de 272 tonnes à 79 km/h a été de l'ordre de 120 MJ.
Les boucliers d'absorption frontaux de la motrice de tête de l'automotrice CFL, construite sur les mêmes chaines d'assemblages que les TER 2N NG de la SNCF, ne sont capables d'absorber des chocs "que" de 4 MJ. La cabine de conduite a été totalement écrasée par la violence du choc et a été décapitée par le chevauchement de la locomotive ; sa longueur étant passée de 27,35 à 7,60 mètres. En revanche, les boucliers anti-chevauchement ont permis à la remorque intermédiaire et la motrice de queue de rester en ligne. C'est grâce à ces structures qu'il a pu y avoir des survivants. La remorque intermédiaire a cependant subi de lourds dégâts, l'étage supérieur ayant été écrasé par un wagon de marchandises projeté en l'air et le châssis ayant été déformé par les contraintes subies. La motrice de queue n'a quant à elle subi que des dégâts mineurs.
La locomotive BB 37007 a eu sa cabine avant (dans le sens de la marche) écrasée par la violence du choc avec le TER, et sa cabine arrière écrasée par son propre convoi de marchandises, mais le reste de la structure est resté « cohérent ». La zone de déformation progressive a été compressée. Le conducteur, resté dans la cabine, n'avait donc aucune chance de réchapper de la collision. Les huit premiers wagons qui suivaient la locomotive sont partis à droite dans le sens de la marche du train à la suite de la rupture des attelages, les 14 autres sont restés en ligne et n'ont pas subi de dommages.
La locomotive BB 37007, l'élément automoteur 2207-1 (voiture de tête du train de voyageurs) et 8 wagons de marchandises ont été démolis sur place après l'accident. L'élément automoteur 2207-3 (voiture intermédiaire) avait été rapatrié à son dépôt de Luxembourg et l'élément 2207-5 (voiture de queue), légèrement endommagé par l'accident, a été incorporé dans une nouvelle rame pour laquelle deux éléments neufs ont été reconstruits (composition 2223-1 + 2223-3 + 2207-5).
Par ailleurs, 300 mètres de caténaire et 5 supports ont été arrachés côté français.